# Atanásio de Emesa
Atanásio de Emesa (em grego: Ἀθανάσιος ὁ Ἐμεσαῖος/Ἐμεσηνός; romaniz.: Athanásios o Emesaios/Emesenós) foi jurista bizantino do século VI da cidade de Emesa (atual Homs), na Síria. Pertencente a primeira geração de juristas a exercer função após o imperador Justiniano (r. 527–565) completar seu Código de Justiniano, trabalhou como professor de direito, reitor e advogado. Sua principal obra é o Sintagma (572–577), uma edição prática de advogado das Novelas de Justiniano, no qual ordenou-as em 22 títulos e utilizou-se de paratitla, notas de rodapé com referências a outras fontes. Altamente popular à época, deixou de ser usado com as Novelas durante o século VII.